# Проблема круга Гаусса
Проблема круга Гаусса — задача определения количества точек целочисленной решётки, попадающих в круг радиуса r с центром в начале координат. Первый успех в решении этой задачи был сделан Гауссом, в честь него и названа проблема.

## Проблема
В круге в {\displaystyle \mathbb {R} ^{2}}с центром в начале координат радиусом {\displaystyle r\geqslant 0} необходимо определить количество точек внутри круга, имеющих вид (m,n), где m и n — целые числа.
Поскольку в декартовых координатах уравнение круга задается формулой: x2 + y2 = r2, эквивалентной формулировкой задачи станет вопрос: какое количество пар целых чисел m и n удовлетворяет неравенству
{\displaystyle m^{2}+n^{2}\leqslant r^{2}.}
Если для заданного r обозначить искомое значение через N(r), то следующий список дает значения N(r) для значений целого радиуса r между 0 и 10:
1, 5, 13, 29, 49, 81, 113, 149, 197, 253, 317 (последовательность A000328 в OEIS).

## Границы значений и гипотезы
Поскольку площадь круга радиуса r задается формулой πr2, то следовало бы ожидать, что число точек будет около πr2.
На самом деле значение слегка больше этой величины на некоторую поправку E(r)
{\displaystyle N(r)=\pi r^{2}+E(r)}
Поиск верхней границы этой поправки и составляет суть проблемы.
Гаусс показал, что
{\displaystyle E(r)\leqslant 2{\sqrt {2}}\pi r.}
Харди и, независимо, Эдмунд Ландау нашли меньшее значение границы, показав, что
{\displaystyle E(r)\neq o\left(r^{1/2}(\log r)^{1/4}\right),}
в нотации o-малое. Существует гипотеза, что истинное значение равно
{\displaystyle E(r)=O\left(r^{1/2+\varepsilon }\right).}
Если переписать последнее выражение в виде {\displaystyle \|E(r)\|\leqslant Cr^{t}}, то текущие границы числа t равны
{\displaystyle {\frac {1}{2}}<t\leqslant {\frac {131}{208}}=0{,}6298\ldots ,}
где нижняя граница выведена Харди и Ландау в 1915 году, а верхняя доказана Мартином Хаксли (Martin Huxley) в 2000 году.
В 2007 году Силвейн Кэппелл (Sylvain Cappell) и Юлиус Шейнисон (Julius Shaneson) выложили в arXiv статью, содержащую доказательство границы {\displaystyle O(r^{{\frac {1}{2}}+\epsilon })}.

## Точное представление
Значение N(r) можно представить как сумму некоторых последовательностей.
Если использовать функцию округления вниз, то значение может быть выражено как
{\displaystyle N(r)=1+4\sum _{i=0}^{\infty }\left(\left\lfloor {\frac {r^{2}}{4i+1}}\right\rfloor -\left\lfloor {\frac {r^{2}}{4i+3}}\right\rfloor \right).}
Много проще выглядит представление с использованием функции r2(n), которая определяется как количество способов представить число n в виде суммы двух квадратов. В этом случае
{\displaystyle N(r)=\sum _{n=0}^{r^{2}}r_{2}(n).}

## Обобщения
Хотя начальная формулировка задачи говорила о целочисленных решетках в круге, нет причин останавливаться только на круге. Можно ставить задачу нахождения числа точек решетки в других фигурах или конусах.
«Проблема делителей» Дирихле эквивалентна данной задаче при замене круга гиперболой.
Можно также распространить задачу на большие размерности, и говорить о числе точек внутри n-мерной сферы или другого объекта.
Можно отказаться от геометрического представления проблемы и перейти к диофантовым неравенствам.

### Проблема круга для взаимно простых чисел
Другим обобщением может служить вычисление количества взаимно простых целых решений m и n уравнения
{\displaystyle m^{2}+n^{2}\leqslant r^{2}.}
Эта задача известна как проблема круга для взаимно простых чисел или проблема круга для примитивных чисел
Если обозначить число таких решений через V(r), то V(r) для малых целых значений радиуса r равны
0, 4, 8, 16, 32, 48, 72, 88, 120, 152, 192, … последовательность A175341 в OEIS.
Используя те же самые идеи, что и для обычной проблемы Гаусса, и исходя из факта, что вероятность взаимной простоты двух чисел равна 6/π2, относительно легко показать, что
{\displaystyle V(r)={\tfrac {6}{\pi }}r^{2}+O(r^{1+\varepsilon }).}
Как и в обычной постановке, задача для взаимно простых чисел заключается в уменьшении показателя экспоненты в поправке. На настоящее время лучшим известным показателем является {\displaystyle {\tfrac {221}{304}}+\epsilon }, если принять гипотезу Римана.
Без принятия гипотезы Римана наилучшей верхней границей является
{\displaystyle V(r)={\tfrac {6}{\pi }}r^{2}+O(r\exp(-c(\log r)^{3/5}(\log \log r^{2})^{-1/5}))}
для некоторой положительной постоянной c.
В частности, неизвестны границы поправки вида {\displaystyle 1-\epsilon } для любого {\displaystyle \epsilon >0}, если не принимать гипотезу Римана.